# Fågelstarr
Fågelstarr (Carex ornithopoda) är en flerårig gräslik växt inom släktet starrar och familjen halvgräs. Fågelstarr växer i täta tuvor och är något ljusare än vispstarr. Den har blekbruna till rödbruna basala slidor, snart upprispade. Fågelstarrens klargröna blad blir två till tre mm breda och är kortare än axen. Den har två till åtta kortskaftade hanax och två till tre honax med tre till sju blommor. Axens stödblad är små och blekbruna. De gulbruna trubbiga axfjällen blir två mm och har en grön mittnerv. De gulgröna till bruna fruktgömmen är finhåriga och har en kort och smal näbb. Fågelstarr blir från 5 till 20 cm hög och blommar från maj till juni.

## Utbredning
Fågelstarr är sällsynt i Norden men trivs på torr till fuktig, kalkrik och väldränerad mark som exempelvis glesa örtrika skogar, lundar, bryn, bergbranter och rikkärr. Dess utbredning i Norden sträcker sig till mellersta till norra Sverige, Öland, Gotland och sydöstra Norge. 